# Amer Deeb
Pour les articles homonymes, voir Deeb.
Amer Deeb Mohammad Khalil (arabe : عامر ذيب), né le 4 février 1980 à Amman en Jordanie, est un ancien footballeur international jordanien d'origine palestinienne, qui évoluait au poste de milieu relayeur.

## Biographie

### Carrière en sélection
Avec l'équipe de Jordanie, il joue 105 matchs (pour 19 buts inscrits) entre 2002 et 2014. 
Il figure dans le groupe des sélectionnés lors des coupe d'Asie des nations de 2004 et de 2011, où son équipe atteint à chaque fois les quarts de finale.
Il joue enfin 25 matchs comptant pour les éliminatoires de la coupe du monde, lors des éditions 2006, 2010 et 2014.

## Palmarès
- Al Weehdat
  - Champion de Jordanie en 2005, 2007, 2008, 2009, 2011, 2014, 2015, 2016